# Rettungszug (Deutsche Bahn AG)

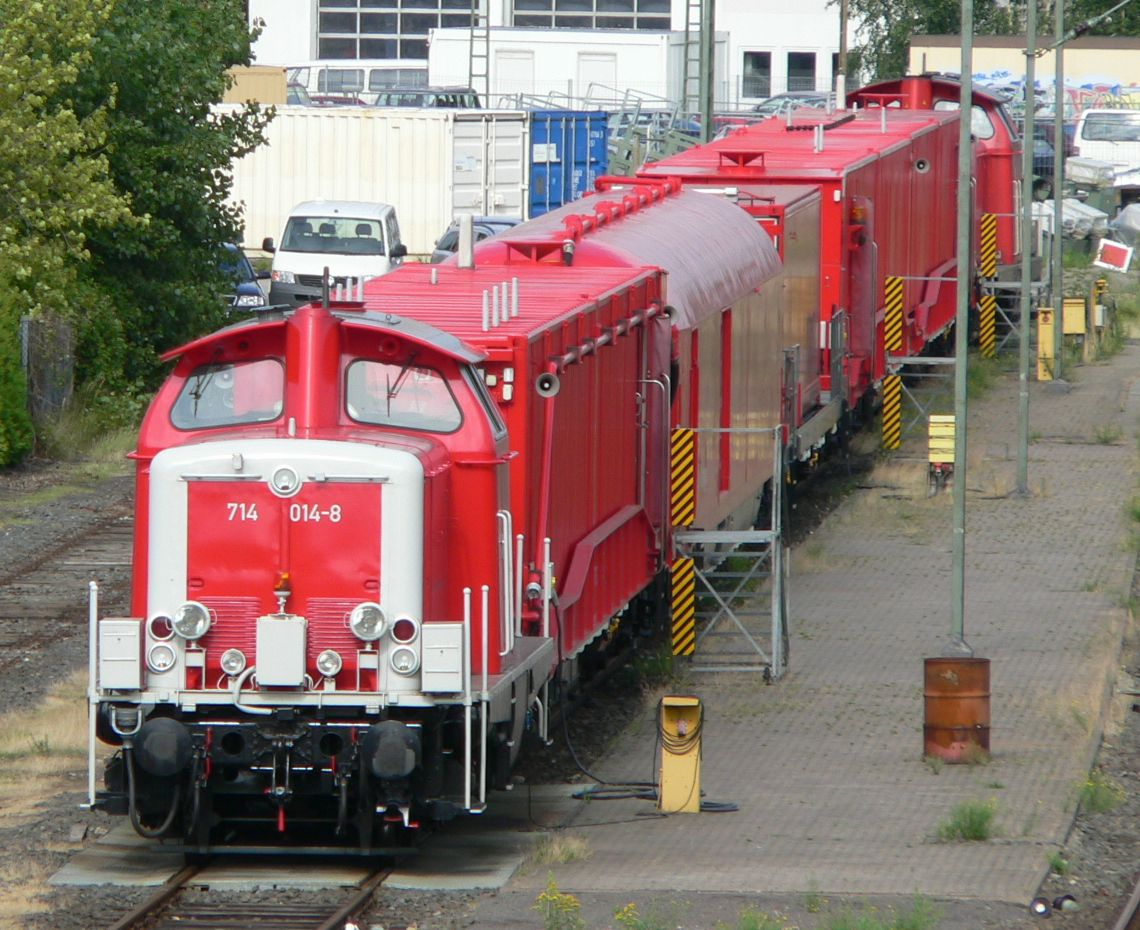
Rettungszug in Hildesheim

Die Rettungszüge (RTZ) (bis mindestens Ende 1993 auch Tunnelhilfszug, abgekürzt als TuHi) der Deutschen Bahn sind schienengebundene Rettungsmittel für Einsätze bei schwerwiegenden Unglücksfällen im Bahnbetrieb, insbesondere in Tunneln. Das System umfasst sechs speziell ausgerüstete Züge in ständiger Einsatzbereitschaft, die deutschlandweit vor allem für die älteren Hochgeschwindigkeitsstrecken zur Verfügung stehen. Die Züge sind ausgestattet mit zwei Lokomotiven, zwei Transportwagen, einem Gerätewagen, einem Löschmittelwagen sowie einem Sanitätswagen und bieten damit für Bahnunfälle vielfältige Möglichkeiten zur Gefahrenabwehr und -bekämpfung sowie zur Rettung und Versorgung von Personen. Im Einsatzfall werden grundsätzlich die beiden benachbarten Züge alarmiert. Die Züge sollen bahnseitig binnen fünf Minuten abfahrbereit sein.

## Zweck
Die Züge sind für die Befreiung, Rettung und Versorgung von bis zu 500 Betroffenen ausgelegt. Einsatzschwerpunkte sind die älteren Schnellfahrstrecken Hannover–Würzburg und Mannheim–Stuttgart. Der Einsatz ist aber auch außerhalb dieser Strecken möglich.
Die Züge dienen unter anderem dem Transport von Einsatzkräften zum Ereignisort, der Bereitstellung von Gerät zur Bekämpfung aufflammender oder noch nicht fortgeschrittener Brände sowie dem Transport und der Erstversorgung von Verletzten. Die Energie- und Atemluftversorgung der Züge erfolgt im Ernstfall autark. Die Züge sollen im Ernstfall längere Zeit unter Extrembedingungen einsatzfähig bleiben.

## Geschichte

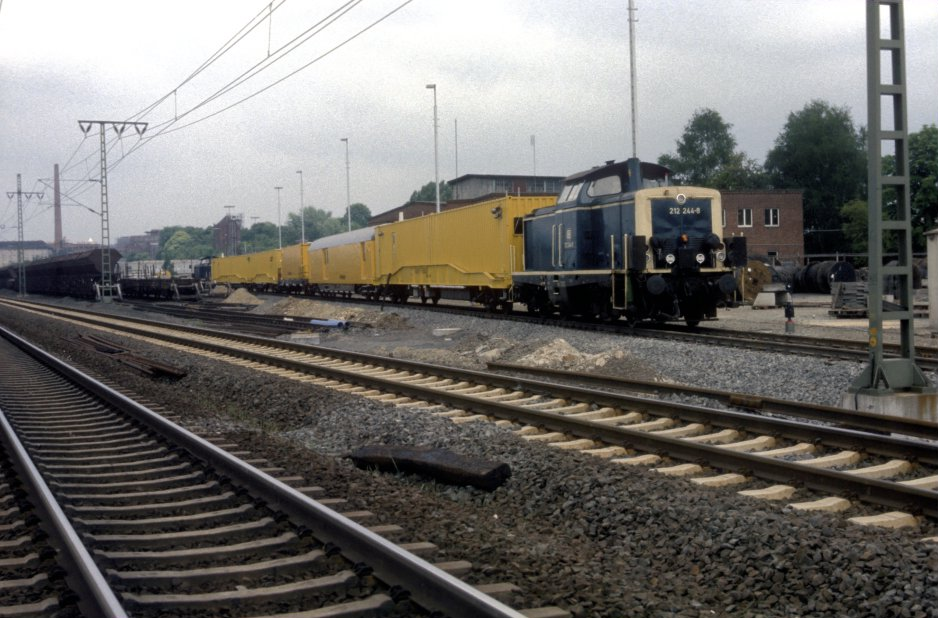
Rettungszug im ursprünglichen (gelben) Design im Bahnhof Fulda (Mai 1988)

### Entwicklung seit den 1980er-Jahren
Das Konzept der Rettungszüge wurde in den 1980er Jahren entwickelt. Mit den ab 1988 eröffneten ersten Neubaustrecken des Hochgeschwindigkeitsverkehrs ging eine Reihe von langen Tunneln in Betrieb. War der längste Eisenbahntunnel in Deutschland bis dahin – der Kaiser-Wilhelm-Tunnel – 4,2 km lang, überschritten mehrere Tunnel diese Länge und erreichten teils Längen von mehr als 10 Kilometern. Die damalige Deutsche Bundesbahn erarbeitete deshalb ein neues Fremdrettungskonzept, dessen Kern die Rettungszüge waren. Ein 1983 vorgelegtes Gutachten zur Ermittlung und Verbesserung der Sicherheit der ersten deutschen Neubaustrecken des Hochgeschwindigkeitsverkehrs untersuchte als eine von rund 150 Maßnahmen die Bereitstellung von zehn Rettungs- und Löschzügen.
Das vor Inbetriebnahme der beiden ersten deutschen Neubaustrecken des Hochgeschwindigkeitsverkehrs entwickelte Tunnel-Sicherheitskonzept enthielt Präventivmaßnahmen (z. B. Heißläuferortungsanlagen), ausmaßmindernde Maßnahmen (z. B. Notbremsüberbrückung), Selbstrettungsmaßnahmen (z. B. Tunnelbeleuchtung) sowie Fremdrettungsmaßnahmen. Die Rettungszüge sind dabei Teil des Fremdrettungskonzepts. Nachdem das vierstufige Rettungskonzept für die Schnellfahrstrecken-Tunnel entwickelt worden war, kam es zu intensiven Diskussionen zwischen der damaligen Deutschen Bundesbahn und Vertretern der Bundesländer über den Umfang der umzusetzenden Maßnahmen. Die beteiligten Bundesländer forderten eine wesentliche Verdichtung der Notausgänge, während die DB Notausgänge „nach Maßgabe der Verhältnismäßigkeit von Kosten und Rettungsnutzen“ vorsah. Als Kompromiss sah sich die Bundesbahn letztlich dazu gezwungen, die Rettungszüge einzurichten.
Anfang 1986 trat die Deutsche Bundesbahn an den Unterausschuss Feuerwehrangelegenheit des Arbeitskreises V der Arbeitsgemeinschaft der Innenminister der Bundesländer mit dem Ziel heran, eine gemeinsame Arbeitsgruppe einzurichten, um eine Grundkonzeption für die Sicherheit im Tunnel zu erarbeiten.
Die Züge wurden von der damaligen Deutschen Bundesbahn auf Vorschlag der Innenministerien der Länder und in Zusammenarbeit mit Rettungsdiensten und Feuerwehren konzipiert. Für die bis 1991 in Betrieb genommenen ersten beiden deutschen Neubaustrecken wurde das auf Rettungszügen basierende Fremdrettungskonzept um ein Selbstrettungskonzept ergänzt.
Der erste Entwurf für die Rettungszüge ließ 1987 bereits die später verwirklichte Struktur aus zwei Transportwagen, Gerätewagen, Sanitäts- sowie Löschmittelwagen mit Bespannung durch zwei Lokomotiven der Baureihe 212 erkennen. Dieser Rettungszug wäre maßgeblich auf Basis überzähliger Mitteleinstiegs-Steuerwagen aufgebaut worden, Gerätewagen wäre ein umgebauter Bahnpostwagen gewesen. Der Löschmittelwagen war als einfacher zweiachsiger Kesselwagen geplant. An diesem Konzept wurde vor allem bemängelt, dass die Fahrzeuge auf dieser Basis nicht gasdicht hergerichtet werden konnten. Der letztlich ausgeführte Plan sah deshalb den Bau völlig neuer, gasdichter Aufbauten vor; nur die Fahrgestelle wurden aus Spenderfahrzeugen gewonnen. Die Spenderfahrzeuge stammen überwiegend aus den 1950er und 1960er Jahren.
Ende Mai 1988 wurde der erste der sieben geplanten Züge als Prototyp in Betrieb genommen. Sie galten als die ersten Tunnelrettungszüge dieser Art. Der erste Rettungszug wurde am 19. Mai 1988 von der Deutschen Bundesbahn in Fulda der Öffentlichkeit vorgestellt. Er war zunächst noch gelb lackiert und wurde Ende August 1989 offiziell in Betrieb genommen. Von ursprünglich 14 geplanten Zügen wurden sechs in Dienst gestellt. Ab Ende 1988 standen die Prototypzüge in Fulda und Würzburg bereit.
Mitte 1989 begann der Bau der vier Serienzüge, von denen drei als Einrichtungs- und einer als Zweirichtungszug ausgerüstet werden sollten. Bis Ende 1990 waren zwei dieser Züge ausgeliefert, die beiden übrigen sollten im Frühjahr 1991 folgen. Für Göttingen war dabei ein „Mini-Rtz“ geplant, der aus einem vorhandenen Einheitshilfsgerätewagen, einem Löschmittelwagen und einem Reisezugwagen für den Personentransport bestehen sollte.
Die Beschaffung und Stationierung der Züge kostete rund 120 Millionen D-Mark (etwa 61 Millionen Euro). Der erste Rettungszug kostete 13 Millionen DM (rund sieben Millionen Euro). Der Unterhalt der sechs Züge kostete nach Angaben der Deutschen Bundesbahn um 1991 rund eine Million DM je Zug. 1997 wurden die jährlichen Unterhaltskosten pro Zug und Jahr mit drei Millionen D-Mark (etwa 1,6 Millionen Euro) angegeben. 2006 wurden die jährlichen Unterhaltskosten mit etwa 13 Millionen Euro beziffert, 2012 mit rund 12 Millionen Euro.
Während sich das Selbstrettungskonzept im Betrieb der Neubaustrecken laut Angaben der Deutschen Bahn bewährt habe, hätten die Rettungszüge immer wieder Probleme bereitet, da es unter anderem bei deren nicht alltäglichem Einsatz immer wieder Koordinations- und Kommunikationsprobleme mit den örtlichen Feuerwehren gegeben habe. Aufgrund der Schwierigkeiten begann bereits die Deutsche Bundesbahn einen neuen Plan für neu zu bauende Eisenbahntunnel zu entwickeln.
Unter anderem wegen hoher Kosten befasste sich 1994 eine Arbeitsgruppe der Deutschen Bahn mit Alternativen zu dem Rettungszug-Konzept. Dabei wurde auch die Einrichtung zweier getrennter Röhren (für zukünftige Strecken) erwogen. Durchgesetzt hat sich schließlich ein Grundkonzept zweigleisiger Tunnels, die im Abstand von höchstens 1000 m über Notausgänge verfügen und eine zusätzliche Ausrüstung erhalten sollten. Dieser Entwurf floss zum 1. Mai 1997 in die erste Richtlinie über die „Anforderungen des Brand- und Katastrophenschutzes an den Bau und Betrieb von Eisenbahntunneln“ des Eisenbahn-Bundesamtes ein. Auch die für die Gefahrenabwehr zuständigen Innenministerien der Länder waren an der Erarbeitung dieser Richtlinie zum Bau von neuen Tunnelanlagen beteiligt. Das Sicherheitskonzept wurde seither mehrfach aktualisiert. Der Einsatz der Rettungszüge ist in neuen Tunneln nicht mehr vorgesehen, da die Einrichtungen der Züge im Tunnel oder bei Fremdrettungskräften (notfallmedizinische Ausrüstung) vorhanden seien.

### Erneuerung

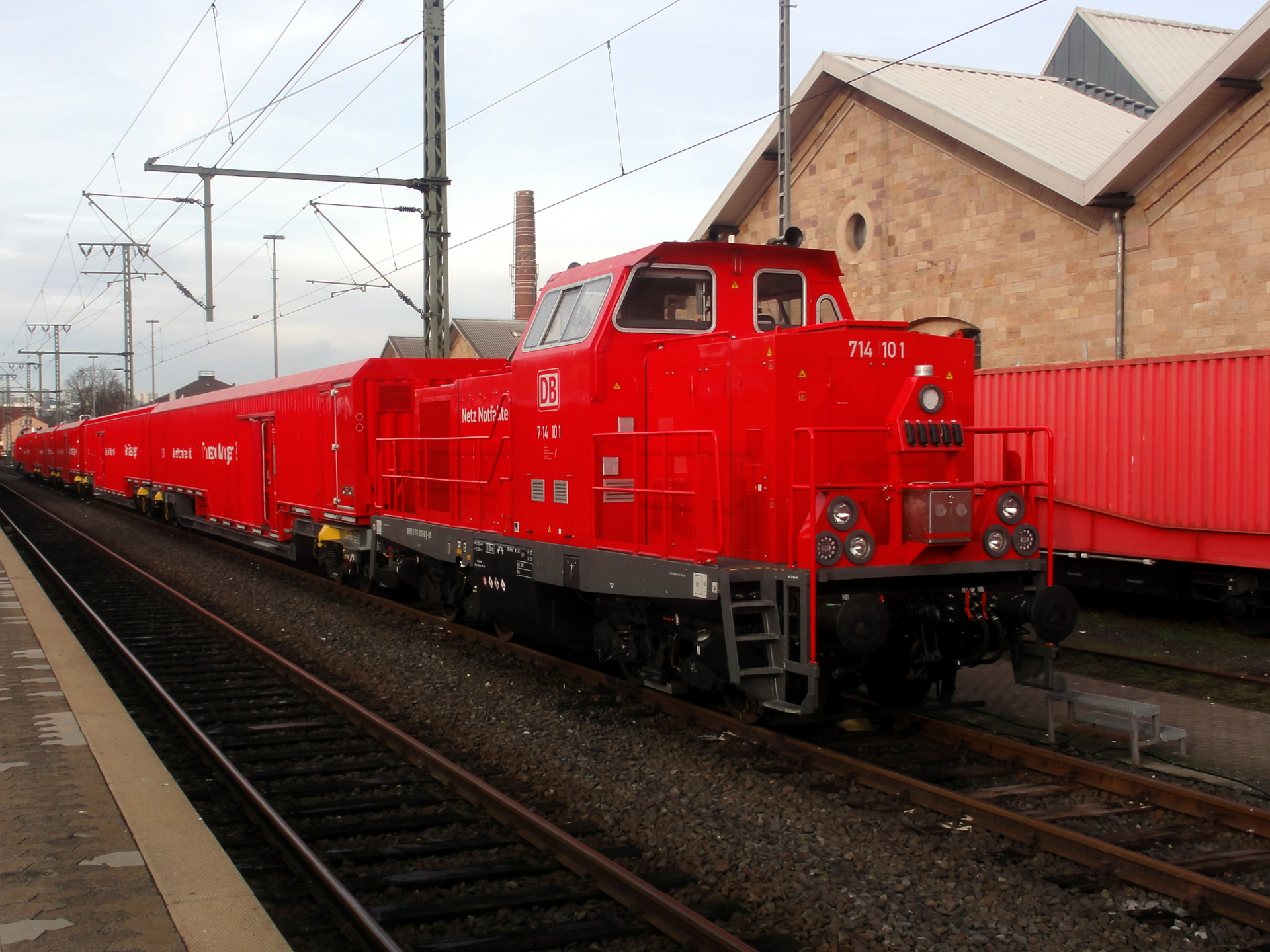
Neuer Rettungszug in Fulda

Am 20. September 2012 wurde bekannt, dass die DB Netz mit den Unternehmen Dräger, Gföllner und Tatravagónka einen Vertrag über die Lieferung von sieben neuen Rettungszügen unterzeichnet hatte. Dazu wurden aus 36 Modularen Trägerfahrzeug und Anwendungsorientierten Containern sieben Züge zusammengestellt, die bis 2018 die bisherigen Züge ersetzten. Das Auftragsvolumen betrug rund 80 Millionen Euro. Die 14 Rettungszuglokomotiven wurden zwischen 2013 und 2017 modernisiert und als Baureihe 714.1 geführt. Die ersten Wagen und modernisierten Lokomotiven wurden ab 2014 geliefert und zwischen dem 4. Januar 2016 und 16. Oktober 2020 in Betrieb genommen. Das ursprüngliche Einsatzkonzept von 1988 blieb unverändert.
Die Fahrzeuge sollen bis in die 2050er Jahre eingesetzt werden.

## Verfügbarkeit, Standorte und Einsatzkonzept

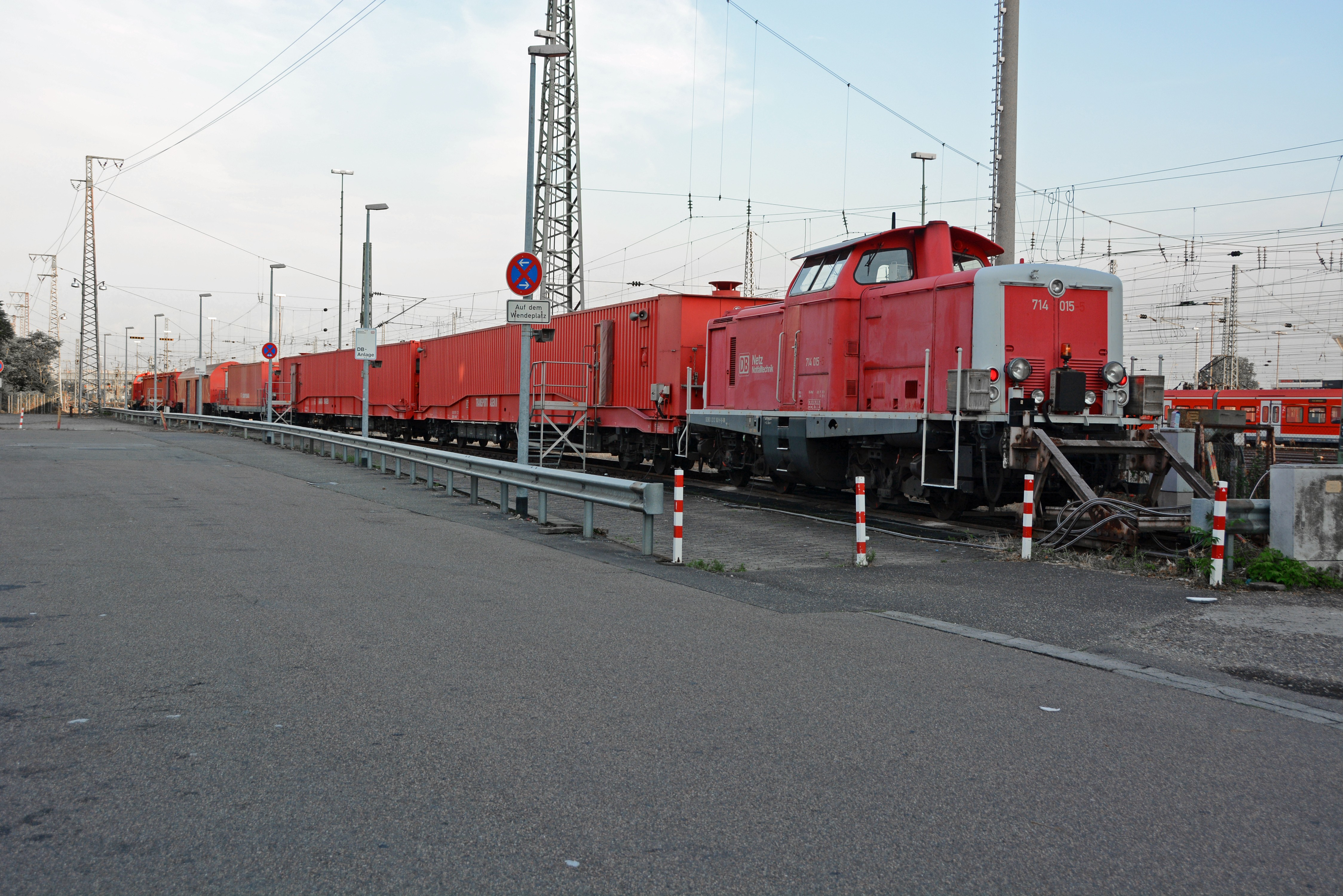
Rettungszug in Mannheim

Die sechs Züge sind in den Bahnhöfen Hildesheim Hbf, Kassel Hbf, Fulda, Würzburg Hbf, Mannheim Hbf und Kornwestheim Rbf stationiert. Ein siebter Standort, in Göttingen, wurde wegen mangelnder Ressourcen der Stadt nicht verwirklicht. Seit der Erneuerung wird ein siebter Zug als Reserve vorgehalten.
Das ursprüngliche Einsatzkonzept sah vor, im Ereignisfall beide benachbarten Züge ausrücken zu lassen. Bei einer Höchstgeschwindigkeit von 100 km/h sollte der erste der Züge damit spätestens nach 30 Minuten das Tunnelportal erreichen, um dort mit Kräften der örtlichen Feuerwehren besetzt zu werden. Am Tunnelportal werden ferner Aggregate für den Funkverkehr ausgeladen und aufgestellt und die Fahrleitung geerdet. Für die Einfahrt in den verrauchten Tunnel soll der Triebfahrzeugführer in den vorderen Transportwagen umsteigen. Bei der Einführung der Züge waren neben 20 Feuerwehrleuten vier Notärzte und 30 Sanitäter vorgesehen.
Die Züge wurden zunächst, bis wenigstens 1997, lediglich während der Betriebsstunden des Hochgeschwindigkeitsverkehrs bereitgehalten und standen bei einem nächtlichen Zugunglück in Northeim Mitte November 1992 nicht zur Verfügung. Inzwischen sind je Zug Triebfahrzeugführer von DB Netz rund um die Uhr in Bereitschaft.
Im Ereignisfall sieht der Alarm- und Einsatzplan vor, dass nach einem Notruf des betroffenen Zuges über den zuständigen Fahrdienstleiter zunächst die Notfallleitstelle informiert wird, die wiederum neben anderen Stellen der Deutschen Bahn und der Leitstelle des betroffenen Landkreises die Fahrdienstleiter der beiden nächstliegenden Rettungszug-Standorte anspricht, die ihrerseits die Triebfahrzeugführer der beiden Rettungszüge ansprechen. Die Züge sollen innerhalb von fünf Minuten nach Alarmierung einsatzbereit sein. Dazu werden alle Betriebssysteme rund um die Uhr auf Betriebstemperatur gehalten.
Innerhalb von zehn Minuten soll die Stammbesatzung den Zug an festgelegten Übernahmeplätzen besetzt haben. Sie besteht aus 20 Feuerwehrleuten (davon zwei Einsatzleiter), zwei Triebfahrzeugführern, zwei Notärzten und acht Rettungsassistenten, Rettungssanitätern oder Notfallsanitätern. Leiter des Rettungszugs ist bei Abfahrt der Einsatzleiter der Feuerwehr. Er meldet die Abfahrbereitschaft dem Triebfahrzeugführer des führenden Triebfahrzeugs. Der Rettungszug in Würzburg wird im Ernstfall mit Kräften der Berufsfeuerwehr Würzburg besetzt, der in Fulda teils mit ehrenamtlichen und teils mit hauptamtlichen Kräften. Der in Hildesheim stationierte Rettungszug wird von Angehörigen der Berufsfeuerwehr Hildesheim und der Freiwilligen Feuerwehr Hildesheim besetzt. Die Stammbesatzung wird am betreffenden Tunnel durch ortsansässige Kräfte Freiwilliger Feuerwehren unterstützt. Gerettete Personen werden von der Stammbesetzung an lokale Rettungsdienste übergeben.
Während die Züge von beiden Richtungen zum betroffenen Tunnel fahren, sollen Verstärkungskräfte zu den betroffenen Tunnelportalen fahren. Nach Ankunft der Rettungszüge an den Portalen soll der Einsatzleiter der Feuerwehr in Zusammenarbeit mit dem Notfallmanager der Deutschen Bahn entscheiden, ob und gegebenenfalls welcher Zug in den Tunnel einfährt. Bei der Fahrt im Tunnel werden unter anderem Außentemperatur und Sauerstoffgehalt der Außenluft kontinuierlich überwacht. Werden definierte Grenzwerte überschritten, zieht sich der Rettungszug zurück.
In jedem Notfallbezirk der Deutschen Bahn soll mindestens einmal pro Jahr eine Notfallübung stattfinden. Die Triebfahrzeugführer der Rettungszüge werden zweimal pro Jahr an allen Standorten mit einem Rettungszugsimulator geschult. Dieser Simulator ist bahnfahrbar in einem auf Tragwagen verlasteten Container eingebaut. Im Januar 2017 wurde die Krauss-Maffei Wegmann GmbH & Co. KG mit der Modernisierung des Rettungszug-Simulators beauftragt.

## Aufbau und Ausstattung

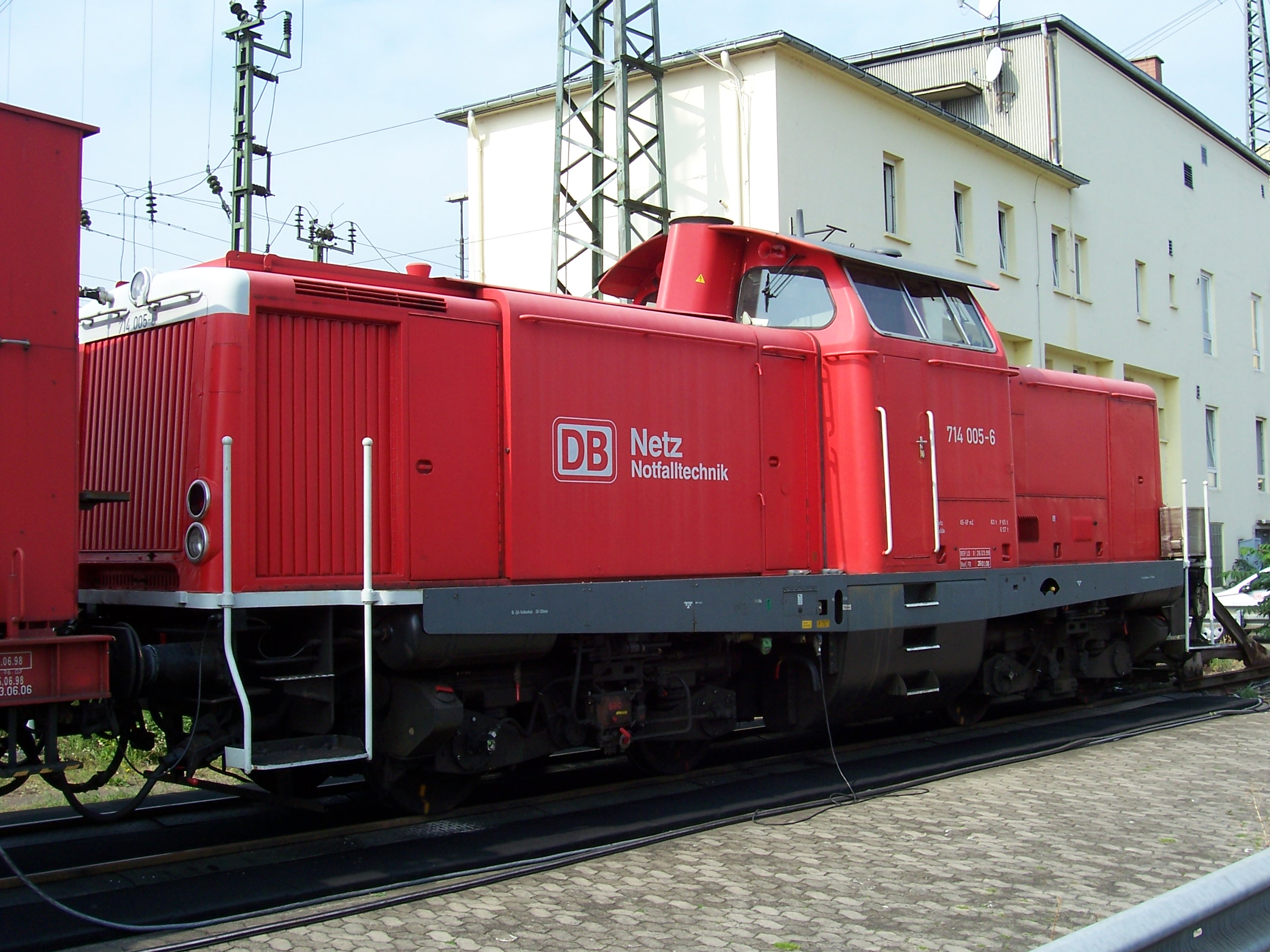
Lok 714 005-6 in Mannheim

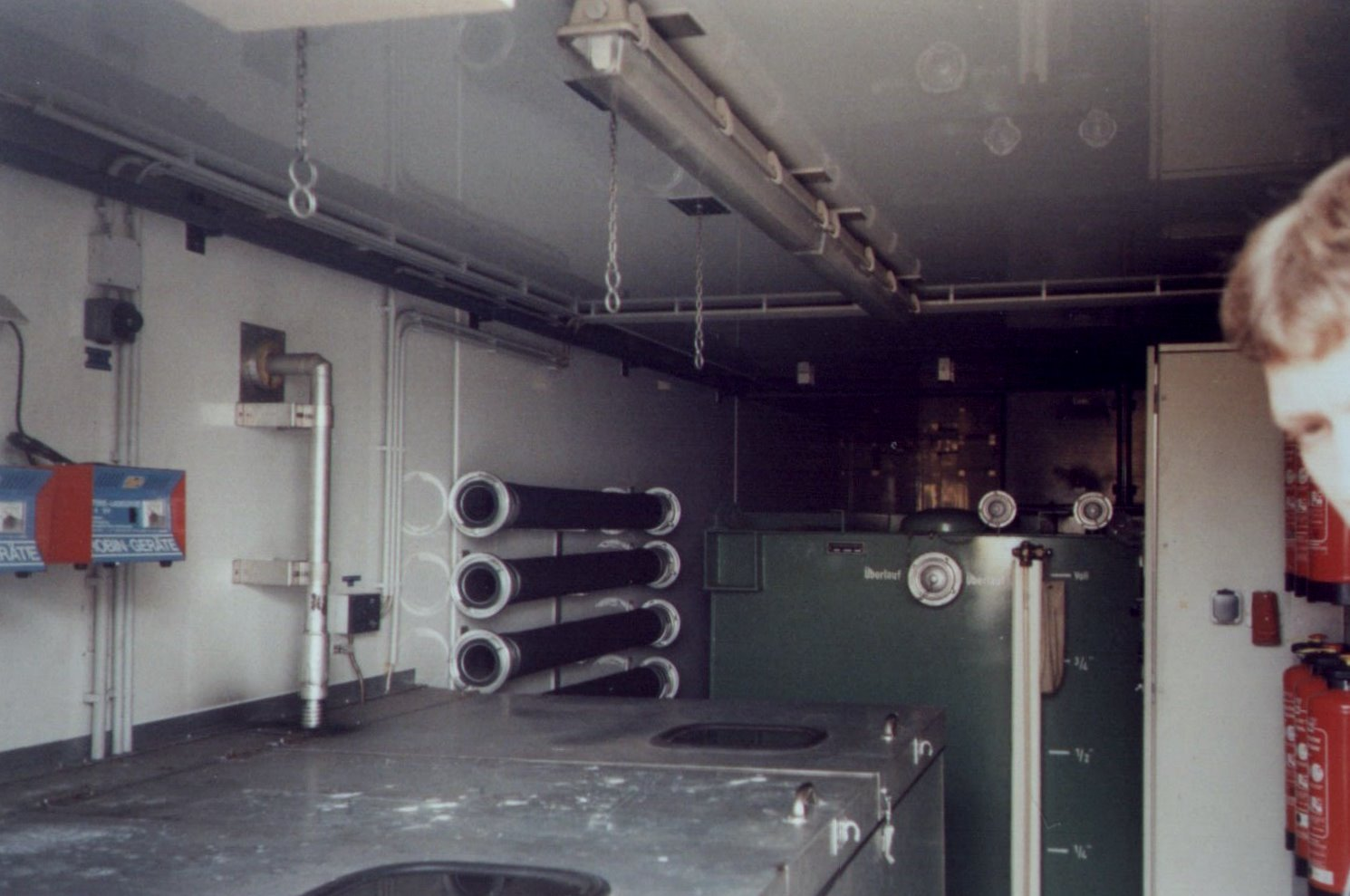
Tank im Löschmittelwagen

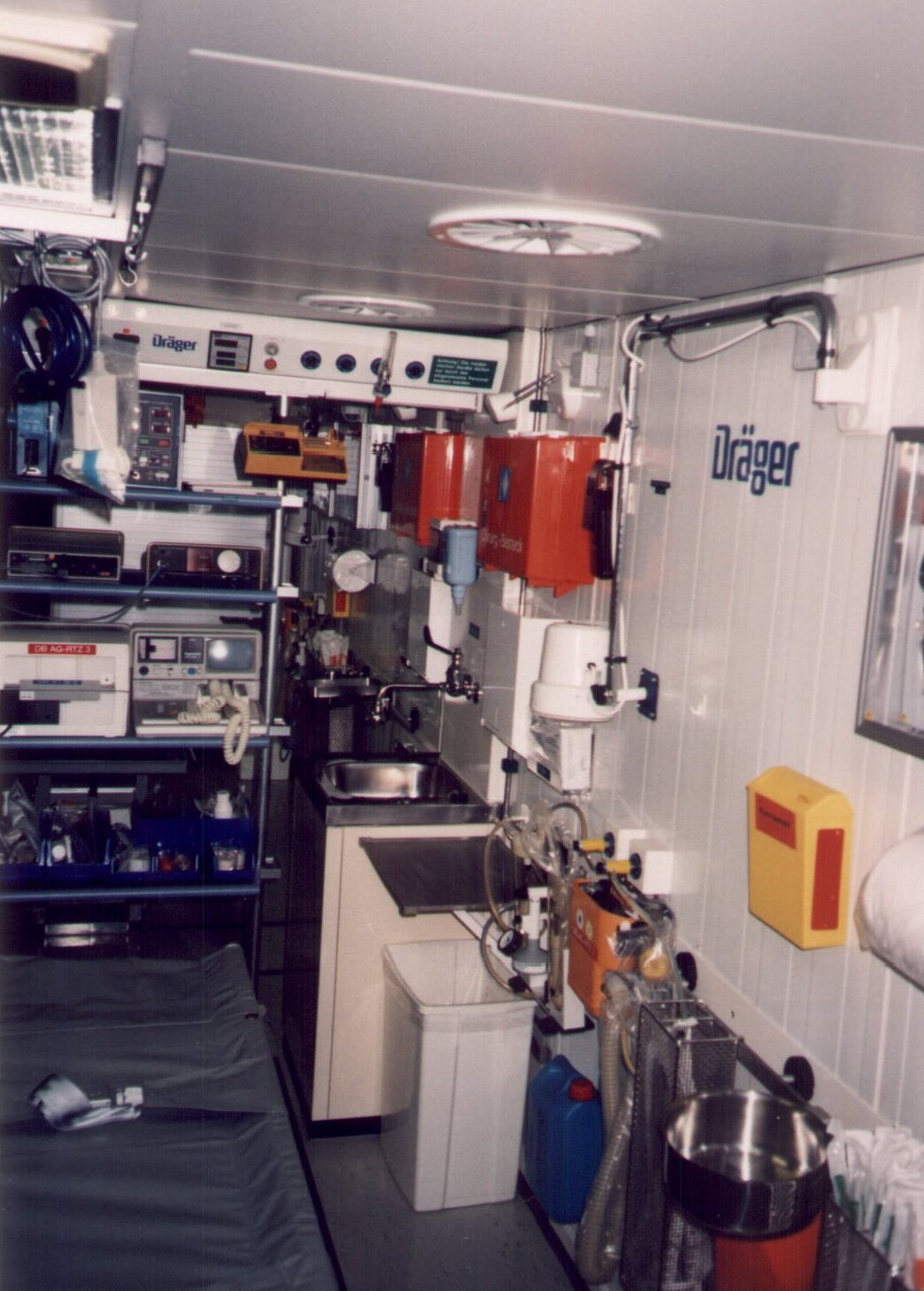
Notarztarbeitsplatz im Sanitätswagen

Die 150 m langen Züge bestehen aus den folgenden sieben Komponenten:
Lok I
Die Lok I ist die primäre Zugeinheit des Rettungszuges. Es ist eine Diesellok der Baureihe 714, eine 1989 speziell für den Rettungszug-Einsatz umgerüstete Version der Baureihe 212. Vorteilhaft ist bei dieser auch häufig im Rangierdienst eingesetzten Baureihe insbesondere geringe Dauerfahrgeschwindigkeit (mit Einschränkungen bis Schrittgeschwindigkeit), so dass sie an der Einsatzstelle zielgenau eingesetzt werden kann, nachteilig hingegen die geringe Höchstgeschwindigkeit (100 km/h). Die beiden Triebfahrzeuge des Zuges sind wende- und doppeltraktionsfähig und unter anderem mit Video- und Wärmebildkameras, Fern- und Breitenscheinwerfern, gelben Rundumkennleuchten und Tunnelfunk (800-MHz-Band) ausgerüstet. Mit den technischen Sichthilfen soll der Zug auch bei Sichtbehinderungen durch Rauch und Nebel gezielt gesteuert werden können.
Transportwagen I
Im Transportwagen I können bis zu 60 Einsatzkräfte transportiert werden. Er ist vollständig gasdicht und mit einer außenluftunabhängigen Luftversorgung ausgerüstet, die durch 30 Druckluftflaschen mit je sechs Liter Volumen sowie durch eine Wiederaufbereitungsanlage Frischluft bereitstellt. Der Transportwagen I kann nur über eine Schleuse betreten und verlassen werden. Die mitgeführte Atemluft soll für drei Stunden ausreichend sein, die Energieversorgung für 20 Stunden. Der Wagen ist zusätzlich mit Kommunikationstechnik, technischen Sichthilfen, Reserveluftflaschen und Rettungsmaterial für die Erstversorgung von Verletzten ausgestattet und ist auch Einsatzleitzentrale. Der Transportwagen I bietet darüber hinaus einen Hilfsführerstand und entsprechende Bildschirme, so dass der Zug beispielsweise auch in verrauchten Tunnelanlagen sehr nahe an die Einsatzstelle gebracht werden kann. Die beiden Transportwagen sind für 60 bis 80 Menschen ausgelegt.
Gerätewagen
Der Gerätewagen enthält eine umfangreiche Ausstattung für die technische Hilfeleistung und die Brandbekämpfung. Dazu gehören unter anderem hydraulische Rettungsgeräte wie Schere/Spreizer, Trennschleifer, Elektroaggregate und Relaisstationen für die Funkkommunikation. Die Ausrüstung entspricht der nach DIN-Standard festgelegten Beladung eines Löschgruppenfahrzeugs LF 16 und eines Rüstwagens (RW 2), sie ist vergleichbar mit der Beladung zweier Hilfeleistungslöschgruppenfahrzeuge (HLF).
Löschmittelwagen
Der Löschmittelwagen enthält 20.000 Liter Wasser und 1.000 Liter (nach anderer Quelle 2.000 Liter) Schaummittel sowie zwei stationäre Pumpen mit einer Leistung von 1.600 Litern pro Minute. Darüber hinaus werden auf dem Löschmittelwagen 100 Krankentragen sowie zwei Gleisloren zum Transport von Ausrüstung und Material an der Einsatzstelle mitgeführt. Die Löschmittel werden in wärmegedämmten, elektrisch beheizten Containern gelagert.
Sanitätswagen
Der Sanitätswagen ist wie die Transportwagen vollständig gasdicht, mit einer außenluftunabhängigen Luftversorgungsanlage sowie einer Schleuse ausgestattet und verfügt darüber hinaus über eine eigene Notstromversorgung. An medizinischer Ausrüstung werden unter anderem 17 Beatmungsgeräte und 400 Infusionen mitgeführt. Der Wagen ist über eine ebenfalls gasdichte Schleuse mit dem Transportwagen II verbunden. Er hat zwei Intensivbehandlungsplätze und 18 Liegeplätze für Schwerverletzte sowie Sitzmöglichkeiten für Leichtverletzte.
Transportwagen II
Der Transportwagen II ist in seiner baulichen Ausführung mit dem Transportwagen I gleich, verfügt jedoch nicht über die funktechnische Ausstattung des Transportwagens I. In Kombination mit der Lok II kann er als Pendelsystem genutzt werden, um verletzte Personen von der Einsatzstelle weg und Rettungskräfte zur Einsatzstelle hin zu befördern, während der vordere Teil im Tunnel verbleibt.
Lok II
Die Lok II ist baugleich mit Lok I. Sie ist zum einen als Reservezugeinheit vorgesehen, zum anderen wird sie, wie bereits erwähnt, in Kombination mit dem Transportwagen II als Pendelsystem genutzt.
Der in Fulda stationierte Rettungszug ist als sogenannter Zweirichtungszug aufgebaut. Er hat zwei Sanitätswagen, um in nördlicher und südlicher Richtung eingesetzt werden zu können. Alle anderen Rettungszüge müssen nur in eine Richtung ausrücken oder können, wie der Rettungszug in Kassel, ohne Fahrtrichtungswechsel in beide Richtungen der Schnellfahrstrecke ausrücken.

## Einsätze (Auszug)
Der Funkrufname ist Rettungszug (Standort), beispielsweise „Rettungszug Stuttgart“ für den in Stuttgart stationierten Rettungszug der DB.

### Ernstfälle

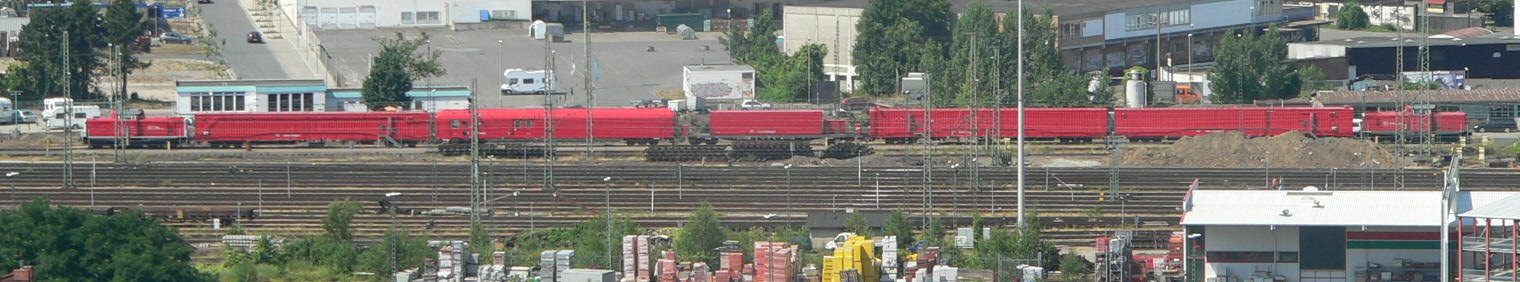
Rettungszug in Hildesheim

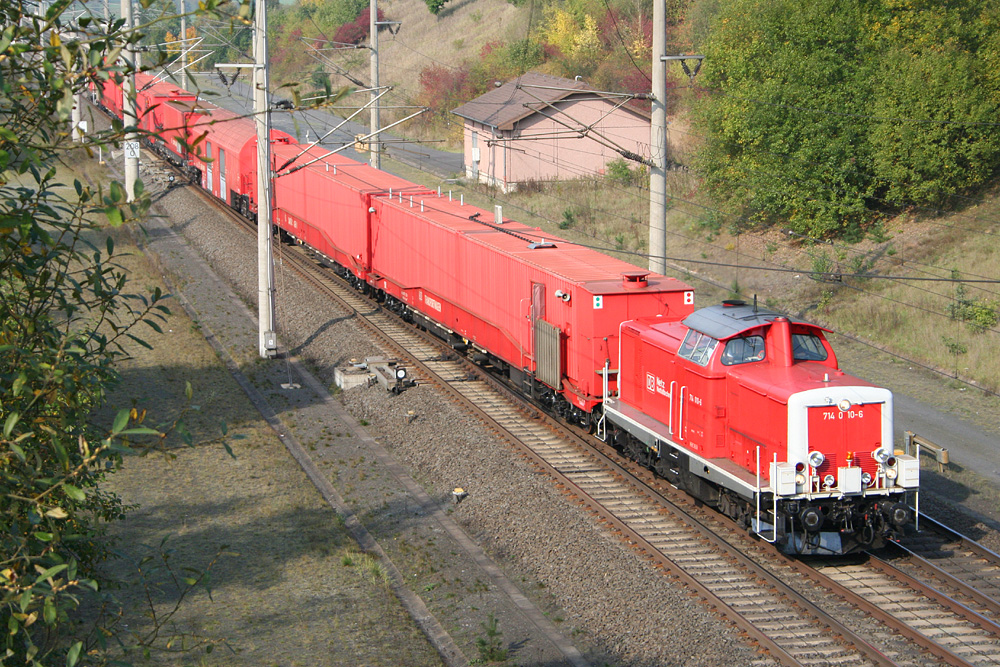
Rettungszug bei einer Bewegungsfahrt auf der Schnellfahrstrecke Hannover–Würzburg

- Beim ICE-Unfall von Eschede 1998 wurde der Tunnelrettungszug aus Hildesheim zur Unglücksstelle entsandt. Nach der Alarmierung um 12:11 Uhr traf der Rettungszug um 14:41 Uhr an der Unfallstelle ein. Die mitfahrenden Kräfte der Berufsfeuerwehr Hildesheim wurden vor Ort unter anderem zur Beseitigung von Gleisen eingesetzt, um die Unfallstelle für Bergepanzer der Bundeswehr befahrbar zu machen.[31]
- Es wurde ein Rettungszug eingesetzt, als im März 1999 ein Wagen eines Güterzuges im Leinebuschtunnel (bei Göttingen) entgleist und in Brand geraten war.[32] Die örtlichen Feuerwehren wurden gegen 1:20 Uhr alarmiert. Die Berufsfeuerwehr Kassel, die den dortigen Rettungszug besetzte, wurde um 1:52 Uhr angefordert. Um 2:34 Uhr rückte der Rettungszug aus dem Hauptbahnhof Kassel aus und traf um 3:04 Uhr am Tunnelportal ein.[33] Der Löschwasservorrat des aus Kassel ausgerückten Zuges reichte zur Bekämpfung des Brandes nicht aus.[34] Feuerwehrleute bezeichneten in diesem Zusammenhang den Wasservorrat von 20.000 Litern an Bord der Züge als „Tropfen auf den heißen Stein“ und plädierten für die Einrichtung von Trockenleitungen in Tunneln.[35] Den von der Leitstelle Kassel angeforderten Rettungszug aus Hildesheim ließ die Deutsche Bahn nicht ausrücken.[36]
- Als am 26. April 2008 gegen 21:06 Uhr ein ICE am Nordportal des Landrückentunnels (Schnellfahrstrecke Hannover–Würzburg) in eine Schafherde fuhr und entgleiste, wurden die Rettungszüge aus Fulda und Würzburg aktiviert. Um 21:33 Uhr wurde der Rettungszug Fulda von der Notfallleitstelle informiert und rückte um 21:48 Uhr aus. Entgegen der Regelung in der einschlägigen DB-Konzernrichtlinie 123.0150 wurde der Würzburger Rettungszug erst nach wiederholter Anforderung durch den Einsatzleiter, um 23:12 Uhr, verständigt. Er rückte um 23:59 Uhr aus und erreichte die Unfallstelle um 0:44 Uhr. Der entsprechende Unfall-Untersuchungsbericht empfiehlt eine Überarbeitung der Einsatzrichtlinien der Rettungszüge.[37] Der Würzburger Zug fuhr gegen 1 Uhr nachts, vier Stunden nach dem Unfall, schließlich in den Tunnel ein, um die Röhre nach Reisenden abzusuchen, die den (längeren) Weg zum Südportal gegangen sein könnten.[38] Teile der Züge waren an der Bergung der entgleisten Wagen beteiligt.
- Am 24. März 2011 rückte der in Kornwestheim stationierte Rettungszug in den Neuenbergtunnel aus, um einen ICE zu evakuieren, der dort nach einem Personenschaden liegen geblieben war, und dessen Fahrgäste medizinisch zu betreuen.[39][40]
- Der Rettungszug aus Kornwestheim rückte aus, nachdem am 15. August 2012 im ICE 575 der führende Triebkopf gegen 14:30 Uhr in Brand geraten war und der Zug teilweise auf der Glemstalbrücke auf der Neubaustrecke Mannheim–Stuttgart zum Stehen kam. Der Schwelbrand im Maschinenraum konnte durch die örtlichen Feuerwehren rasch bekämpft werden.[41]
- Der Rettungszug Mannheim kam am 1. August 2014 zum Einsatz, nachdem es wenige Meter vom Abstellplatz des Rettungszuges im Mannheimer Hauptbahnhof entfernt zu einer Flankenfahrt eines Güterzuges und eines Eurocitys gekommen war. Der Rettungszug wurde an den Bahnsteig von Gleis 3 rangiert, wo ein Verletztensammelplatz eingerichtet wurde.[42]
- Der Rettungszug Fulda rückte am 3. September 2016 in den Bahnhof Kirchheim aus, wo ein ICE 1 mit Rauchentwicklung an einem Triebkopf evakuiert wurde.[43] Dieser Einsatz war zugleich der Ersteinsatz des ab 2014 neu gelieferten Rettungszug-Modells.
- Am 28. September 2021 fuhr der Stuttgarter Rettungszug zum Freudensteintunnel und wurde dort in Bereitschaft gehalten, nachdem es in diesem Bereich zu einem Oberleitungsschaden gekommen war, durch den zwei Züge im Tunnel zum Halt kamen.[44]
- Am 2. Februar 2025 wurden die Rettungszüge Hildesheim und Kassel zu einem brennenden Schleifzug im Eichenbergtunnel alarmiert.

### Übungen
Das Regelwerk der Deutschen Bahn (Richtlinie 123.0111, Abschnitt 6) fordert, einmal jährlich eine Notfallübung mit Rettungszügen im Tunnel abzuhalten.
- Ein Rettungszug kam zum Einsatz, als am 12. Juni 1989 im Dietershantunnel eine erste größere Rettungsübung an der Neubaustrecke abgehalten wurde. Der Fuldaer Rettungszug traf dabei 30 Minuten nach dem im Rahmen der Übung angenommenen Unfall am Tunnelportal ein, wo er von Rettungsmannschaften bemannt, Material abgeladen und die Oberleitung geerdet wurde. Nach Einfahrt in den Tunnel kam der Zug kurz vor der Unfallstelle zum Stehen. Über Rollpaletten wurden jeweils drei durch Schauspieler dargestellte Verletzte aus dem Zug zum Rettungszug gebracht.[1]
- Erstmals kam ein offiziell in Dienst gestellter Rettungszug bei einer Übung in der Nacht zum 22. Oktober 1989 zum Einsatz.[45] Zu einem simulierten Zugunglück im Mühlbergtunnel rückte Ende Oktober 1989 der Würzburger Tunnelrettungszug aus. Statt der vorgesehenen Frist von fünf Minuten rückte der Zug erst nach 15 Minuten aus und erreichte den Ereignisort statt nach errechneten 30 Minuten erst nach mehr als einer Stunde.[2] 76 Minuten nach dem „Ereignis“ begann der Zug in den Tunnel einzufahren.[45]
- Am 7. Juni 1992 wurde der Rettungszug aus Kornwestheim bei einer Übung im Pulverdinger Tunnel eingesetzt. Nachdem um 23:50 Uhr ein Notruf abgesetzt worden war, erreichte der Zug um 0:40 Uhr das Portal, um nach Erdung der Fahrleitung gegen 1:24 Uhr in den Tunnel einzufahren. 16 Feuerwehrleute bargen im Tunnel bis 1:58 Uhr die 10 „Verletzten“.[46]
- Am 8. Juli 1996 wurden Rettungszüge bei einer Großübung mit 500 Fahrgästen und 100 „Verletzten“ im Burgbergtunnel der Neubaustrecke Mannheim–Stuttgart eingesetzt. Der Rettungszug aus Mannheim erreichte den Einsatzort nach 75 Minuten, der Stuttgarter Rettungszug infolge technischer Probleme nach anderthalb Stunden.[47]
- Im Oktober 1997 wurde ein Zug bei einer nächtlichen Großübung mit rund 300 Helfern im Schwarzenfelstunnel (zwischen Fulda und Würzburg) eingesetzt. Der Rettungszug traf dabei 79 Minuten nach der Alarmierung am Tunnelportal ein.[35]
- Am 4. Juli 1998 war ein Rettungszug an einer Großübung mit 100 „Verletzten“ beteiligt. Ein ICE war dabei ein Kilometer vor einem Portal des Schönraintunnels[48] zum Stehen gekommen.[49]
- In der Nacht zum 11. Oktober 1998 wurden die Rettungszüge aus Fulda und Kassel bei einer Rettungsübung im Weltkugeltunnel eingesetzt, an der rund 600 Personen beteiligt waren.[50]
- In der Nacht vom 27. auf den 28. September 2003 wurden die Rettungszüge aus Fulda und Würzburg bei einer Großübung im Landrückentunnel eingesetzt. Etwa 1400 Helfer waren an der zehnstündigen Übung beteiligt. Die Züge brachten rund 100 durch Schauspieler dargestellte, nicht gehfähige Personen aus dem Tunnel. Sie erreichten die Tunnelportale rund eine Stunde nach der Alarmierung. Einige Zeit verging dort, bis die Züge passend besetzt waren und in den Tunnel einfahren konnten.[51]
- Am 27. September 2009 kam der Mannheimer Rettungszug bei einer Katastrophenschutzübung im Wilfenbergtunnel mit rund 100 Statisten und knapp 600 Helfern zum Einsatz.[52]
- In der Nacht zum 13. November 2011 nahmen die Rettungszüge aus Würzburg und Fulda an einer Großübung im Mühlbergtunnel teil.[29]
- In der Nacht zum 27. Oktober 2013 nahmen die Rettungszüge aus Stuttgart und Mannheim an der Übung „Subvento“ im Marksteintunnel bei Vaihingen/Enz teil. In dem Szenario kam ein ICE mit dem vorderen Triebkopf am südöstlichen Tunnelportal zum Stehen, der als fünfte Wagen eingereihte Speisewagen wurde als brennend angenommen. Die Übung begann um Punkt Mitternacht, gegen 0:15 Uhr waren die ersten Einsatzkräfte vor Ort. Nach Erdung der Oberleitung konnte der Tunnel um 0:40 Uhr betreten werden. Gegen 1:30 Uhr trafen die beiden Rettungszüge ein.[53]
- Zu einer Rettungsübung im Kriebergtunnel wurde in der Nacht zum 10. August 2014 der Rettungszug aus Fulda eingesetzt, der zu diesem Zweck in Göttingen bereitgehalten wurde.[54]
- Die Rettungszüge aus Stuttgart und Mannheim kamen bei der größten Katastrophenschutzübung des Jahres in Baden-Württemberg in der Nacht zum 18. November 2018 zum Einsatz. Etwa 900 Kräfte simulierten im Rollenbergtunnel in Bruchsal einen Großeinsatz infolge der Entgleisung eines ICE.[55]

## Kritik
Die Arbeitsgruppe für „Brandschutz und technische Hilfsleistungen auf der Schnellfahrstrecke“ – die unter der Federführung des Regierungspräsidiums Kassel mit allen beteiligten Kreis- und Stadtbrandinspektoren, der Berufsfeuerwehr Kassel und des DB-Notfallmanagements gebildet wurde – betonte in einem im Jahr 2000 vorgelegten Bericht, die „einsatztaktische Bedeutung des Rettungszugs“ liege „weit außerhalb jeder realistischen Einschätzung für einen noch erfolgreichen Rettungs- und Brandbekämpfungseinsatz in langen Tunneln“. Bei „hohen Brandlasten“ und „entsprechender Branddauer“ werde der Einsatz des Zuges in langen Tunneln „wegen der extremen Brandraumtemperaturen und der Beeinträchtigung der Tunneltragkonstruktion“ ausgeschlossen sein. Sie kritisierte ferner den großen zeitlichen Abstand zwischen der Alarmierung und der Ankunft der Züge am Ereignisort. Der Bericht geht dabei von bis zu 90 Minuten aus. Die Rettungszüge könnten Defizite an baulichen und anlagetechnischen Brandschutzmaßnahmen nicht ausgleichen.
Der Verzicht auf Rettungszüge bei weiteren Neubaustrecken mit zweigleisigen Tunneln wurde 2002 von der Arbeitsgemeinschaft der in Bayern tätigen Notärzte kritisiert. Bei dem nunmehr vorgesehenen Selbstrettungskonzept müssten Verletzte im Extremfall einen Kilometer weit laufen. Die Deutsche Bahn bezeichnete das Rettungszug-Konzept in diesem Zusammenhang als nicht mehr zeitgemäß. Das Selbstrettungskonzept sei gemeinsam mit Feuerwehren und aus dem Rettungszug-Konzept weiterentwickelt worden und vom Eisenbahn-Bundesamt bestätigt worden. Auch hätten Übungen auf der Neubaustrecke Köln-Rhein/Main die Richtigkeit des Konzepts bestätigt.
Beim Eisenbahnunfall im Landrückentunnel 2008 sei laut einem Medienbericht der Fuldaer Rettungszug erst aktiviert worden, als die Rettungsleitstelle Fulda massiven Druck auf die Deutsche Bahn ausgeübt hatte. Er traf rund eine Stunde nach dem Unfall am Nordportal ein. Der gleichzeitig alarmierte und besetzte Würzburger Zug erhielt zwei Stunden nach der Alarmierung den Einsatzbefehl und erreichte das Südportal gegen 24 Uhr, drei Stunden nach dem Unfall. Ein Mitte November 2008 vorgelegter Untersuchungsbericht des Regierungspräsidiums Kassel übte weitreichende Kritik an diesem Einsatz der Rettungszüge. So habe die DB-Notfallleitstelle in München in Unkenntnis der wirklichen Lage den Einsatz des Würzburger Rettungszuges behindert. Dieser sei erst nach wiederholter „massiver Aufforderung“ durch die Leitfunkstelle Fulda ausgerückt. Einer der beiden Triebfahrzeugführer sei alkoholisiert und der andere nicht in der Lage gewesen, die für den Einsatz im Tunnel notwendigen Aggregate in Betrieb zu nehmen. Der Zug fuhr 2 Stunden und 44 Minuten nach Alarmierung in den Tunnel ein.
Um Rettungszüge abzuschaffen, müsste der aktuelle Sicherheitsstandard auf den beiden 1991 in Betrieb genommenen Neubaustrecken erreicht werden. Dies würde insbesondere die Einrichtung von zahlreichen Notausgängen bedeuten, um die geforderte maximale Fluchtweglänge (im Fahrtunnel) von 500 Metern einhalten zu können.
Das Regierungspräsidium Kassel kritisierte 2008, dass der Kasseler Rettungszug regelmäßig über Monate nicht am vorgesehenen Standort bereitgehalten werde.

## COVID-19-Transport
Im Zuge der COVID-19-Pandemie wurde darüber nachgedacht, die Rettungszüge zur Verlegung von schwer an COVID-19 erkrankten Personen einzusetzen. Allerdings hätten die Züge hierzu umgerüstet werden müssen. Als Vorteil dieses Transportmittels wurde die Patientenschonung genannt.